# Rio Piabanha
Rio Piabanha är ett vattendrag i Brasilien.   Det ligger i delstaten Rio de Janeiro, i den sydöstra delen av landet, 900 km sydost om huvudstaden Brasília.
Omgivningarna runt Rio Piabanha är huvudsakligen savann. Runt Rio Piabanha är det glesbefolkat, med 20 invånare per kvadratkilometer.